# Irena tyrkysová
Irena tyrkysová (Irena puella), známá také pod názvem irena modrá, je středně velký druh pěvce z čeledi irenovitých (Irenidae), kam se kromě ní řadí pouze irena kobaltová (I. cyanogaster). Někdy je uváděna jako samostatný druh i irena palawanská (Irena tweeddalii), někde je však vedena jako poddruh ireny tyrkysové (Irena puella tweeddalii).
Dospělí ptáci dorůstají 27 cm a váží mezi 52 g a 75,5 g. Samci mají na hřbetě, kostřci, ocase, temeně a zátylku výrazné lesklé modré opeření, jinak jsou celí tmavě modří s červenýma očima. Samice a mladí samci jsou jednotvárně modro-zelení. Irena tyrkysová se živí ovocem, nektarem a hmyzem. Hnízdí v tropických oblastech jižní Asie, a to v rozmezí od Himálají, Indie a Srí Lanky až po Indonésii. Jejím biotopem jsou vlhké stálezené lesy. Do malého pohárovitého hnízda vybudovaného na stromě klade 2-3 vejce, na kterých sedí 14 dnů.

## Chov v zoo
Patří mezi vzácně chované druhy. V rámci Evropy je chována přibližně ve třech desítkách evropských zoo. V Česku je na seznamu druhů pouze v Zoo Praha (od roku 2000), kde se povedl i český prvoodchov, a to v roce 2005. Odchovy jsou od té doby navíc poměrně pravidelné.
Irena tyrkysová je k vidění v dolní části zoo v pavilonu Sečuán, který představuje ptačí faunu podhůří Himálaje.